# 1999年の日本シリーズ
1999年の日本シリーズ（1999ねんのにっぽんシリーズ、1999ねんのにほんシリーズ）は、1999年10月23日から10月28日まで行われたセ・リーグ優勝チームの中日ドラゴンズ（以降、中日）と、パ・リーグ優勝チームの福岡ダイエーホークス（以降、ダイエー）による第50回プロ野球日本選手権シリーズである。

## 概要
王貞治監督率いるダイエーと星野仙一監督率いる中日の対決となった1999年の日本シリーズは、史上初めて全試合ドーム球場（福岡ドームとナゴヤドーム）で開催されたシリーズとなった。中日とダイエーの日本シリーズは、ダイエーの前身である南海時代を含め史上初の組み合わせだった。
中日は11年ぶり5回目の出場で、ダイエーは前身球団を含めると26年ぶり11回目の出場だった（ダイエー球団としては初出場）。福岡県（および九州地方）を本拠地とする球団としては1963年に出場した西鉄ライオンズ以来36年ぶりだった。
中日と関西地方発祥球団との日本シリーズも史上初であり、以後も同じ組み合わせだった2011年のみである。関東地方、関西地方の球団がいずれも参戦しない顔合わせは、中日と西鉄の対戦となった1954年以来45年ぶり史上2度目、関東地方のチームが出場しない日本シリーズも1984年以来15年ぶり史上7度目であった。
前評判では中日圧倒的優位だったが、ダイエーが4勝1敗で前身の南海時代を含めると35年ぶり3度目で、福岡への本拠地移転後では初の日本一である。福岡（および九州地方）を本拠地とする球団としては1958年の西鉄以来41年ぶりの日本一である。
ダイエーは、主将の秋山幸二が第1戦と第2戦で本塁打、第3戦で久慈照嘉の右翼ポール付近へのファウル飛球を三角跳びで好捕するなどチームを牽引し、日本シリーズMVPに選出された。秋山は西武時代の1991年にも同賞に選出されており、複数球団での受賞は史上初である。
一方、中日は主砲の山﨑武司をシーズン終盤の負傷で欠き、第1戦に先発した工藤公康がシーズン打率.330の中日の1番関川浩一を抑え、調子を狂わせたことも大きく、関川は同シリーズ21打数2安打打率.095（第1戦から第4戦まで無安打）と封じられ、得点能力が激減し、益田大介・神野純一ら控え選手を先発で使うなどしたが野手層の薄さが露呈し、ルーキーの福留孝介は第3戦から第5戦まで失策を記録した。井上一樹は13打数ノーヒットだった。野口茂樹は第1戦と第5戦に先発したがいずれも敗戦投手になった。中継ぎの一人だったサムソン・リーが翌年のメジャー挑戦を公に表明してしまい選手登録から外されるなどしていた。なお、中日唯一の勝利試合となった第2戦で好投した川上憲伸が敢闘賞に選ばれている。
ダイエーの王貞治は監督として2度目の日本シリーズで初めて、巨人助監督時代の1981年以来18年ぶりとなる日本一を経験し、ナゴヤドーム開場以来、レギュラーシーズンおよびポストシーズンを通じて初めての胴上げ監督となった。また巨人生え抜きOBで他球団を日本一に導いたのは三原脩（西鉄、大洋）、水原茂（東映）、広岡達朗（ヤクルト、西武）、森祇晶（西武）に次いで王で5人目となった。一方、同じく監督として2度目の日本シリーズとなった星野仙一は、前回に続き1勝4敗で終わった。
2005年よりホークスの親会社がソフトバンクとなったことにより、この組み合わせはこの年が最初で最後となった。

## 試合結果
| 日付                                        | 試合   | ビジター球団（先攻） | スコア | ホーム球団（後攻）   | 開催球場     |
| ------------------------------------------- | ------ | -------------------- | ------ | -------------------- | ------------ |
| 10月23日（土）                              | 第1戦  | 中日ドラゴンズ       | 0 - 3  | 福岡ダイエーホークス | 福岡ドーム   |
| 10月24日（日）                              | 第2戦  | 中日ドラゴンズ       | 8 - 2  | 福岡ダイエーホークス | 福岡ドーム   |
| 10月25日（月）                              | 移動日 | 移動日               | 移動日 | 移動日               | 移動日       |
| 10月26日（火）                              | 第3戦  | 福岡ダイエーホークス | 5 - 0  | 中日ドラゴンズ       | ナゴヤドーム |
| 10月27日（水）                              | 第4戦  | 福岡ダイエーホークス | 3 - 0  | 中日ドラゴンズ       | ナゴヤドーム |
| 10月28日（木）                              | 第5戦  | 福岡ダイエーホークス | 6 - 4  | 中日ドラゴンズ       | ナゴヤドーム |
| 優勝：福岡ダイエーホークス（35年ぶり3回目） |        |                      |        |                      |              |

### 第1戦
10月23日　福岡ドーム　開始18:02（2時間52分）　入場者36,199人
| 中日     | 0 | 0 | 0 | 0 | 0 | 0 | 0 | 0 | 0 | 0 |
| ダイエー | 0 | 0 | 0 | 0 | 0 | 3 | 0 | 0 | x | 3 |

（中）●野口（1敗）、岩瀬、正津－中村
（ダ）○工藤（1勝）－城島
本塁打
（ダ）秋山1号ソロ（6回野口）
[審判]パ東（球）セ友寄　パ中村　セ谷（塁）パ林　セ井野（外）
ダイエーの先発はこの年に最優秀防御率、最多奪三振の二冠に輝いた工藤。対する中日は19勝をあげた野口という、ともにリーグMVPに選出されたエース左腕の先発であった。
中日は2回に安打と死球で一死一、二塁のチャンスをつかむが井上一樹の中飛で二塁走者の立浪和義が飛び出すボーンヘッドで併殺。チャンスを逃してしまう。対するダイエーは野口の前に3回までパーフェクトに抑えられるなど、5回を終え、1安打で両チームとも0行進が続く。6回、ダイエーは先頭打者の秋山がシリーズ通算14号となる左翼へのソロホームランで均衡を破ると、さらに二つの四球で二死一、二塁として野口をKO。代わった岩瀬に対し、メルビン・ニエベスが右中間を破る2点適時二塁打で3－0とする。逆に工藤は、中日打線からシリーズ記録（当時）となる13個の三振を奪い、完封。ダイエーが先勝した。因みにホークスのシリーズ勝利は前回出場の1973年（当時は南海）の第１戦以来の事だった。
- オーダー

| 1 | [中]   | 関川   |
| 2 | [指]   | 神野   |
| 2 | 打指   | 渡邉   |
| 3 | [三]遊 | 福留   |
| 4 | [一]   | ゴメス |
| 5 | [二]   | 立浪   |
| 6 | [左]   | 李     |
| 6 | 打     | 筒井   |
| 7 | [右]   | 井上   |
| 8 | [捕]   | 中村   |
| 9 | [遊]   | 久慈   |
| 9 | 打三   | 種田   |

| 1 | [右]   | 秋山     |
| 1 | 中     | 柴原     |
| 2 | [中]左 | 村松     |
| 3 | [指]   | 大道     |
| 3 | 走指   | 坊西     |
| 4 | [三]   | 小久保   |
| 5 | [捕]   | 城島     |
| 6 | [左]   | ニエベス |
| 6 | 走左右 | 大越     |
| 7 | [一]   | 松中     |
| 8 | [遊]   | 井口     |
| 9 | [二]   | 柳田     |
| 9 | 打     | 吉永     |
| 9 | 二     | 浜名     |

公式記録関係（日本野球機構ページ）

### 第2戦
10月24日　福岡ドーム　開始18:15（3時間30分）　入場者36,305人
| 中日     | 2 | 2 | 0 | 0 | 2 | 2 | 0 | 0 | 0 | 8 |
| ダイエー | 1 | 0 | 0 | 0 | 0 | 0 | 0 | 1 | 0 | 2 |

（中）○川上（1勝）、落合－中村
（ダ）●若田部（1敗）、佐久本、吉田、藤井、ヒデカズ、山田－城島

本塁打
（ダ）秋山2号ソロ（1回川上）
[審判]セ井野（球）パ林　セ友寄　パ中村（塁）セ橘高　パ小寺（外）
第2戦の先発はダイエーが5年ぶりの二桁勝利をあげた若田部、中日が前年新人王に輝きながら不調で8勝に終わった川上。試合はいきなり初回からダイエー若田部が制球を乱し、3つの四球で一死満塁とすると立浪が中前に2点タイムリーを放ち中日が先制。ダイエーもその裏秋山の先頭打者ホームランですぐに1点を返すが、若田部が立ち直る気配を見せずレオ・ゴメスにフェンス直撃の2点タイムリーを浴び、2回途中でKO。中日は5、6回にも2点ずつ加え、8－2と圧勝。先発の川上は8回を2失点の好投だった。
- オーダー

| 1 | [中] | 関川   |
| 2 | [指] | 益田   |
| 2 | 打指 | 神野   |
| 3 | [三] | 福留   |
| 4 | [一] | ゴメス |
| 5 | [二] | 立浪   |
| 6 | [左] | 李     |
| 6 | 打   | 愛甲   |
| 6 | 走左 | 大西   |
| 7 | [右] | 井上   |
| 8 | [捕] | 中村   |
| 9 | [遊] | 久慈   |

| 1 | [右] | 秋山     |
| 1 | 打右 | 柴原     |
| 2 | [中] | 村松     |
| 3 | [指] | 大道     |
| 3 | 打指 | 吉永     |
| 4 | [三] | 小久保   |
| 4 | 三   | 林       |
| 5 | [捕] | 城島     |
| 6 | [左] | ニエベス |
| 7 | [一] | 松中     |
| 8 | [遊] | 井口     |
| 9 | [二] | 柳田     |
| 9 | 打二 | 浜名     |

公式記録関係（日本野球機構ページ）

### 第3戦
10月26日　ナゴヤドーム　開始18:20（3時間12分）　入場者37,832人
| ダイエー | 0 | 0 | 0 | 2 | 0 | 0 | 1 | 2 | 0 | 5 |
| 中日     | 0 | 0 | 0 | 0 | 0 | 0 | 0 | 0 | 0 | 0 |

（ダ）○永井（1勝）、篠原、ペドラザ－城島
（中）●山本昌（1敗）、正津、落合、岩瀬、鶴田、前田、中山－中村、鈴木
本塁打
（ダ）城島1号2ラン（4回山本昌）
[審判]パ小寺（球）セ橘高　パ林　セ友寄（塁）パ東　セ谷（外）
第3戦は中日がベテランの山本昌、ダイエーが2年目で二桁勝利をあげた永井が先発。中日は第2戦に続き、初回に二つの四球でチャンスを迎えるが、立浪が三振に倒れ、チャンスを逸してしまう。4回、ここまで無安打のダイエー4番小久保裕紀が中前安打で出塁すると、5番城島健司が左翼への本塁打でダイエーが2点を先取。中日は、6回に先頭の益田大介が四球で出塁すると、一死後に2番久慈照嘉があわや本塁打かという右翼への大飛球を放ったが、右翼手の秋山がフェンスを駆け上りダイレクトキャッチ。飛び出した一塁走者の益田は戻れずダブルプレーで中日の反撃の糸が断たれてしまう。直後の7回表、ダイエーは先頭の井口忠仁が右翼フェンス直撃の二塁打を放ち、その後一死1，3塁となった所でここまで無安打に抑えていた永井に代えて大道典良を代打に送るが四球となり満塁に。続く秋山は三塁正面のゴロとなるが福留孝介が併殺を焦り打球を弾く手痛いタイムリーエラー、8回は松中信彦、柴原洋の適時打で5-0。ダイエーは永井のあと篠原貴行が2イニングを抑え、9回はストッパーのロドニー・ペドラザが締める勝利の方程式で中日打線をわずか2安打に抑え完封した。日本シリーズで先発投手が被安打0のまま降板するのは史上初。投手コーチの尾花高夫はこの勝利でシリーズの主導権は握ったと述べている。
- オーダー

| 1 | [右]   | 秋山     |
| 1 | 投     | 篠原     |
| 1 | 投     | ペドラザ |
| 2 | [中]左 | 村松     |
| 3 | [左]   | ニエベス |
| 3 | 走左右 | 大越     |
| 4 | [三]   | 小久保   |
| 5 | [捕]   | 城島     |
| 6 | [遊]   | 井口     |
| 7 | [一]   | 松中     |
| 8 | [二]   | 柳田     |
| 8 | 打     | 吉永     |
| 8 | 走中   | 柴原     |
| 9 | [投]   | 永井     |
| 9 | 打     | 浜名     |
| 9 | 打     | 大道     |
| 9 | 走二   | 鳥越     |

| 1 | [中]   | 関川   |
| 2 | [遊]   | 久慈   |
| 3 | [三]左 | 福留   |
| 4 | [一]   | ゴメス |
| 5 | [二]   | 立浪   |
| 6 | [左]   | 李     |
| 6 | 投     | 鶴田   |
| 6 | 投     | 前田   |
| 6 | 捕     | 鈴木   |
| 7 | [右]   | 井上   |
| 7 | 打     | 種田   |
| 7 | 投     | 中山   |
| 8 | [捕]   | 中村   |
| 8 | 打右   | 筒井   |
| 9 | [投]   | 山本昌 |
| 9 | 投     | 正津   |
| 9 | 打     | 益田   |
| 9 | 投     | 落合   |
| 9 | 投     | 岩瀬   |
| 9 | 三     | 神野   |

公式記録関係（日本野球機構ページ）

### 第4戦
10月27日　ナゴヤドーム　開始18:20（3時間8分）　入場者37,898人
| ダイエー | 0 | 0 | 2 | 0 | 0 | 1 | 0 | 0 | 0 | 3 |
| 中日     | 0 | 0 | 0 | 0 | 0 | 0 | 0 | 0 | 0 | 0 |

（ダ）○星野（1勝）、篠原、Sペドラザ（1S）－城島
（中）●武田（1敗）、正津、岩瀬、宣－中村
本塁打
（ダ）小久保1号ソロ（6回武田）
[審判]セ谷（球）パ東　セ橘高　パ林（塁）セ井野　パ中村（外）
第4戦は中日が前年までダイエーに在籍していた武田、ダイエーは前日の永井とドラフト同期でともに2年目で二桁勝利を挙げた星野の両サイドスロー投手の両先発。ダイエーは3回、浜名千広のヒットと星野の送りバントで一死二塁とすると、秋山が三塁ベース直撃の適時二塁打を放つ。さらに二死後、4番小久保がライト前への適時打でこの回2点を先制する。小久保は6回にもシリーズ第1号となるソロホームランをレフトスタンドに運び3-0。この3点を星野の後、篠原－ペドラザの必勝リレーで守りきり、2試合連続の完封勝ち。35年ぶりの日本一に王手をかけた。
- オーダー

| 1 | [右]   | 秋山     |
| 2 | [中]   | 村松     |
| 3 | [左]   | ニエベス |
| 3 | 左     | 大越     |
| 4 | [三]一 | 小久保   |
| 5 | [捕]   | 城島     |
| 6 | [一]   | 松中     |
| 6 | 打     | 大道     |
| 6 | 二     | 柳田     |
| 7 | [遊]   | 井口     |
| 8 | [二]   | 浜名     |
| 8 | 打     | 川越     |
| 8 | 三     | 鳥越     |
| 9 | [投]   | 星野     |
| 9 | 投     | 篠原     |
| 9 | 打     | 吉永     |
| 9 | 投     | ペドラザ |

| 1 | [三]左遊 | 福留   |
| 2 | [左]右   | 益田   |
| 3 | [中]     | 関川   |
| 4 | [一]     | ゴメス |
| 5 | [二]     | 立浪   |
| 6 | [右]     | 井上   |
| 6 | 打右     | 筒井   |
| 6 | 投       | 岩瀬   |
| 6 | 投       | 宣     |
| 7 | [遊]     | 久慈   |
| 7 | 打左     | 李     |
| 8 | [捕]     | 中村   |
| 9 | [投]     | 武田   |
| 9 | 打       | 愛甲   |
| 9 | 投       | 正津   |
| 9 | 三       | 渡邉   |

公式記録関係（日本野球機構ページ）

### 第5戦
10月28日　ナゴヤドーム　開始18:20（3時間20分）　入場者38,011人
| ダイエー | 0 | 0 | 6 | 0 | 0 | 0 | 0 | 0 | 0 | 6 |
| 中日     | 1 | 0 | 1 | 0 | 0 | 1 | 1 | 0 | 0 | 4 |

（ダ）佐久本、藤井、○吉田（1勝）、篠原、Sペドラザ（2S）－城島
（中）●野口（2敗）、落合、岩瀬、川上－中村
本塁打
（中）ゴメス1号ソロ（3回佐久本）、中村 1号ソロ（6回吉田）
[審判]パ中村（球）セ井野　パ東　セ橘高（塁）パ小寺　セ友寄（外）
中日は初戦でKOされた野口、ダイエーは工藤ではなくシーズンわずか3勝の佐久本の両先発。後がない中日はニエベス、佐久本の連続失策で21イニングぶりの得点をあげると、さらに二死満塁と攻め立てるも、このシリーズ無安打の井上が三振に倒れ1点どまり。ダイエーは3回表、一死一、二塁のチャンスを作ると今度は中日が野口、福留と続けての失策で同点。その後城島がレフト線への2点適時二塁打、松中が右越3点適時二塁打とこの回一挙6点を挙げ、先制した後が続かなかった中日とは対照的にビッグイニングを作る。3回にゴメス、6回に中村武志のソロ本塁打、8回に李鍾範のタイムリーで2点差まで中日が詰め寄り、8、9回には川上を投入する執念を見せるが、ダイエーは佐久本が3回途中で降りた後、藤井将雄、吉田修司、篠原、ペドラザとつなぐ勝利の方程式に最後までこだわり、2点差を守りきって6-4で勝利。ダイエーは前身の南海時代以来、35年ぶりの日本一に輝いた。なお、最終打者は李鍾範で、結果は空振り三振だった。また、藤井将雄はこの試合が生前最後の一軍登板であった（本シリーズ終了後に病気療養に入ったが、翌年10月に肺癌にて逝去）。
- オーダー

| 1 | [右]   | 秋山     |
| 2 | [中]   | 村松     |
| 3 | [左]   | ニエベス |
| 3 | 左     | 大越     |
| 4 | [三]一 | 小久保   |
| 5 | [捕]   | 城島     |
| 6 | [遊]   | 井口     |
| 7 | [一]   | 松中     |
| 8 | [二]   | 柳田     |
| 8 | 投     | ペドラザ |
| 9 | [投]   | 佐久本   |
| 9 | 投     | 藤井     |
| 9 | 投     | 吉田     |
| 9 | 投     | 篠原     |
| 9 | 二     | 浜名     |

| 1 | [中]   | 関川   |
| 2 | [三]   | 種田   |
| 2 | 投     | 落合   |
| 2 | 三     | 神野   |
| 3 | [遊]   | 福留   |
| 4 | [一]   | ゴメス |
| 5 | [二]   | 立浪   |
| 6 | [左]三 | 筒井   |
| 6 | 投     | 岩瀬   |
| 6 | 打左   | 李     |
| 7 | [右]   | 井上   |
| 7 | 打     | 渡邉   |
| 7 | 投     | 川上   |
| 8 | [捕]   | 中村   |
| 9 | [投]   | 野口   |
| 9 | 打左右 | 益田   |

公式記録関係（日本野球機構ページ）

## 表彰選手
- 最高殊勲選手賞：秋山幸二（ダ）
- 敢闘選手賞：川上憲伸（中）
- 優秀選手賞：工藤公康（ダ）、永井智浩（ダ）、城島健司（ダ）

## テレビ・ラジオ中継

### テレビ中継
- 第1戦：10月23日
  - 日本テレビ（NTV）≪日本テレビ系列 制作協力・福岡放送（FBS）≫
    - 実況：吉田填一郎（NTV）　解説：長池徳士（FBS）、江川卓（NTV）、山本浩二（NTV）
    - リポーター：久保俊郎（FBS）、佐藤啓（CTV）
    - インタビュアー：今井伊佐男（NTV）

  - NHK衛星第1　解説：森祇晶、大島康徳
- 第2戦：10月24日
  - テレビ西日本（TNC）≪フジテレビ系列 制作・テレビ西日本、フジテレビ（CX）≫
    - 実況：川崎聡　解説：大矢明彦（CX）、池田親興　ゲスト解説：佐々木主浩（横浜）
    - リポーター：田久保尚英、植木圭一（THK）

  - NHK衛星第1　解説：森祇晶　ゲスト解説：大野豊（広島コーチ）
- 第3戦：10月26日
  - 中部日本放送（CBC）≪TBS系列 制作・CBC、TBS≫　
    - 実況：塩見啓一　解説：田淵幸一（TBS）、小松辰雄　ゲスト解説：駒田徳広（横浜）、片岡篤史（日本ハム）　ゲスト：杉下茂、中西太
    - リポーター：伊藤敦基、植草朋樹（RKB）
- 第4戦：10月27日
  - 東海テレビ（THK）≪フジテレビ系列 制作・東海テレビ、フジテレビ≫
    - 実況：吉村功　解説：鈴木孝政、田尾安志（CX）　ゲスト解説：高津臣吾（ヤクルト）、岩本ツトム（日本ハム） ゲスト：峰竜太
    - リポーター：森脇淳、川崎聡（TNC、インタビュアー兼任）
- 第5戦：10月28日
  - 中部日本放送≪TBS系列 制作・CBC、TBS≫
    - 実況：久野誠　解説：牛島和彦、彦野利勝　ゲスト解説：駒田徳広、星野伸之（オリックス）
    - リポーター：高田寛之（日本一になったダイエー王監督とMVPの秋山のインタビュアーも兼任）、茅野正昌（RKB）
- ※第6戦と第7戦が実施された場合、第6戦はテレビ西日本（FNN系列）が、第7戦は九州朝日放送（ANN系列）が中継する予定だった[12]。
- ※第1戦を中継した福岡放送は、西鉄の優勝時は未開局だったため、1969年の開局以来初の日本シリーズ中継となった。
- ※関東地区での視聴率は（ビデオリサーチ調べ）、第1戦（日本テレビ系）は27.3%。第2戦（フジテレビ系）は18.2%。 第3戦（TBS系）は16.8%。 第4戦（フジテレビ系）は22.3%。 第5戦（TBS系）は25.8%だった。

### ラジオ中継
- 第1戦：10月23日
  - NHKラジオ第1　解説：森祇晶　ゲスト解説：大野豊
  - RKB毎日放送・TBSラジオ（JRN）　実況：植草朋樹　解説：田淵幸一、香川伸行　ゲスト解説：川崎憲次郎（ヤクルト）
  - 九州朝日放送・文化放送（NRN）　解説：杉浦忠、広瀬哲朗
  - ニッポン放送・ラジオ大阪　実況：栗村智　解説：大矢明彦　ゲスト解説：佐々木主浩、谷繁元信（横浜）　
  - ラジオ日本　実況：内藤幸位　解説：広岡達朗
- 第2戦：10月24日
  - NHKラジオ第1　解説：川上哲治　ゲスト解説：藤井康雄（オリックス）
  - RKB毎日放送・TBSラジオ（JRN）　実況：茅野正昌　解説：栗山英樹、山内孝徳　ゲスト解説：黒木知宏（ロッテ）
  - 九州朝日放送（NRN）
  - 文化放送・ラジオ大阪　解説：西本聖　ゲスト解説：波留敏夫（横浜）
  - ニッポン放送　実況：胡口和雄　解説：関根潤三　ゲスト解説：谷繁元信
  - ラジオ日本　実況：内藤博之　解説：高橋一三
- 第3戦：10月26日
  - NHKラジオ第1　解説：藤田元司　ゲスト解説：黒木知宏
  - 中部日本放送・TBSラジオ（JRN）　解説：彦野利勝　ゲスト解説：星野伸之
  - 東海ラジオ・文化放送（NRN）　解説：古葉竹識、広瀬哲朗
  - ニッポン放送・ラジオ大阪　実況：松元真一郎　解説：田尾安志、松岡弘　ゲスト解説：佐々木主浩
  - ラジオ日本　実況：内藤幸位　解説：有本義明
- 第4戦：10月27日
  - NHKラジオ第1　解説：川上哲治　ゲスト解説：真中満（ヤクルト）
  - 中部日本放送・TBSラジオ（JRN）　解説：牛島和彦　ゲスト解説：駒田徳広
  - 東海ラジオ（NRN）
  - 文化放送・ラジオ大阪　解説：山崎裕之　ゲスト解説：黒木知宏
  - ニッポン放送　実況：胡口和雄　解説：平松政次　ゲスト解説：佐々木主浩　ゲスト：大橋巨泉　
  - ラジオ日本　実況：加藤裕介　解説：関本四十四
- 第5戦：10月28日
  - NHKラジオ第1　解説：森祇晶　ゲスト解説：大野豊　
  - 中部日本放送・TBSラジオ（JRN）　解説：木俣達彦　ゲスト解説：片岡篤史
  - 東海ラジオ・文化放送（NRN）実況：犬飼俊久　解説：宇野勝　ゲスト解説：藤井康雄
  - ニッポン放送・ラジオ大阪　実況：松本秀夫　解説：岡崎郁　ゲスト解説：谷繁元信　
  - ラジオ日本　実況：内藤幸位　解説：有本義明